# Specialized-lululemon/Saison 2014
Dieser Artikel listet den Kader und die Erfolge des Radsportteams Specialized-lululemon in der Saison 2014 auf.

## Team
| Name             | Geburtstag         | Nationalität       |
| ---------------- | ------------------ | ------------------ |
| Chantal Blaak    | 22. Oktober 1989   | Niederlande        |
| Lisa Brennauer   | 8. Juni 1988       | Deutschland        |
| Karol-Ann Canuel | 18. April 1988     | Kanada             |
| Tiffany Cromwell | 6. Juli 1988       | Australien         |
| Élise Delzenne   | 28. Januar 1989    | Frankreich         |
| Loren Rowney     | 14. Oktober 1988   | Australien         |
| Carmen Small     | 20. April 1980     | Vereinigte Staaten |
| Ally Stacher     | 8. Juni 1987       | Vereinigte Staaten |
| Evelyn Stevens   | 9. Mai 1983        | Vereinigte Staaten |
| Tayler Wiles     | 20. Juli 1980      | Vereinigte Staaten |
| Trixi Worrack    | 28. September 1981 | Deutschland        |

## Erfolge
| Datum           | Rennen                                   | Kat. | Siegerin              |
| --------------- | ---------------------------------------- | ---- | --------------------- |
| 13. März        | Drentse 8                                | 1.2  | Chantal Blaak         |
| 11. April       | 3b Etappe Energiewacht Tour (MZF)        | 2.2  | Specialized-lululemon |
| 13. April       | 5. Etappe Energiewacht Tour              | 2.2  | Chantal Blaak         |
| 2. Mai          | Ronde van Overijssel Women               | 1.1  | Lisa Brennauer        |
| 31. Mai         | 1. Etappe (EZF) Auensteiner Radsporttage | 2.2  | Lisa Brennauer        |
| 1. Juni         | 2. Etappe Auensteiner Radsporttage       | 2.2  | Lisa Brennauer        |
| 1. Juni         | Gesamtwertung Auensteiner Radsporttage   | 2.2  | Lisa Brennauer        |
| 1. Juni         | The Philadelphia Cycling Classic         | 1.1  | Evelyn Stevens        |
| 6. Juni         | Chrono Gatineau (EZF)                    | 1.1  | Tayler Wiles          |
| 22. Juni        | Deutsche Bergmeisterschaften             | CN   | Lisa Brennauer        |
| 27. Juni        | Deutsche Meisterschaft Einzelzeitfahren  | CN   | Lisa Brennauer        |
| 28. Juni        | Deutsche Meisterschaft Straße            | CN   | Lisa Brennauer        |
| 14. Juli        | Prolog Thüringen-Rundfahrt               | 2.1  | Lisa Brennauer        |
| 17. Juli        | 3. Etappe (EZF) Thüringen-Rundfahrt      | 2.1  | Lisa Brennauer        |
| 18. Juli        | 4. Etappe Thüringen-Rundfahrt            | 2.1  | Evelyn Stevens        |
| 20. Juli        | Gesamtwertung Thüringen-Rundfahrt        | 2.1  | Evelyn Stevens        |
| 22. August      | Open de Suède Vårgårda (MZF)             | CDM  | Specialized-lululemon |
| 24. August      | Open de Suède Vårgårda                   | CDM  | Chantal Blaak         |
| 3. September    | 2. Etappe Boels Rental Ladies Tour       | 2.1  | Lisa Brennauer        |
| 2.–7. September | Gesamtwertung Boels Rental Ladies Tour   | 2.1  | Evelyn Stevens        |
| 21. September   | Weltmeisterschaften Teamzeitfahren       | CM   | Specialized-lululemon |